# Île Pierrot
Pour les articles homonymes, voir Pierrot.
Aussi appelée Pierrot Island en anglais, l'île Pierrot est une petite île au sud de Rodrigues. Elle se trouve à l'intérieur du lagon de cette grande île de l'océan Indien dépendante de la république de Maurice.